# 広河原温泉 (山形県)
広河原温泉（ひろがわらおんせん）は、山形県西置賜郡飯豊町にある温泉。

## 泉質
- ナトリウム・カルシウムー炭酸水素塩・塩化物泉

## 温泉街
かつて、宿はなく野湯の露天風呂があるだけだったが、トイレや脱衣所が整備されるようになった。
2005年10月8日に「湯ノ沢間欠泉湯の華」が開業し宿泊できるようになった(冬季休業)。
日本秘湯を守る会会員。
間欠泉が自噴している場所に露天風呂 (混浴) がある。内湯は男女別で加温。

## 歴史
源泉は430年ほど前に発見されたといわれる。
明治43年、内務省東京衛生試験所の成分分析により療養に効果があるとされ、明治から大正にかけて湯治場として栄えた。

## アクセス
- 鉄道: 手ノ子駅から宿の送迎有
- 車:国道113号手ノ子より県道4号からダートの林道にはいる。悪路、走行注意。